# 8788 Labeyrie
8788 Labeyrie este o planetă minoră (asteroid) din centura de asteroizi. A fost descoperită pe 1 noiembrie 1978 la centre de recherches en géodynamique et astrométrie⁠(d) de Kōichirō Tomita⁠(d) și a fost numită după Antoine Labeyrie⁠(d). 
Obiectul prezintă o orbită caracterizată de o semiaxă mare de 2,3610694 UAi, o excentricitate de 0,18, o înclinație de 1,89472 ° în raport cu ecliptica.